# 笑顔を咲かせましょう
「笑顔を咲かせましょう」（えがおをさかせましょう）は、2002年4月24日に発売された上沼恵美子のシングルである。

## 解説
- つんく♂が作詞作曲プロデュースを手がけた。

## 収録曲
全曲作詞作曲：つんく／編曲：小西貴雄
1. 笑顔を咲かせましょう
2. それが愛人
3. 笑顔を咲かせましょう（オリジナル・カラオケ）
4. それが愛人（オリジナル・カラオケ）